# Behschahr (Verwaltungsbezirk)
Behschahr (persisch شهرستان بهشهر) ist ein Schahrestan in der Provinz Mazandaran im Iran. Er enthält die Stadt Behschahr, welche die Hauptstadt des Verwaltungsbezirks ist. Der Verwaltungsbezirk liegt am Kaspischen Meer.

## Kreise
Der Verwaltungsbezirk gliedert sich in folgende Kreise:
- Zentral (بخش مرکزی)
- Yanehsar (بخش یانه‌سر)

## Demografie
Bei der Volkszählung 2016 betrug die Einwohnerzahl des Schahrestan 168.769. Die Alphabetisierung lag bei 88 Prozent der Bevölkerung. Knapp 70 Prozent der Bevölkerung lebten in urbanen Regionen.
| Zensusjahr | Einwohnerzahl |
| ---------- | ------------- |
| 2011       | 155.247       |
| 2016       | 168.769       |